# Gli dei del Fiume
Gli dei del Fiume (Gods of Riverworld) è un romanzo di fantascienza del 1983 dello scrittore statunitense Philip José Farmer, quinto e ultimo capitolo del ciclo del Mondo del Fiume.
Nonostante avesse in origine previsto che il romanzo del 1980 Il labirinto magico fosse l'ultimo della serie, Farmer continuò con questo romanzo, che racconta la sorte dei personaggi che hanno appena raggiunto l'immensa torre situata alle sorgenti del Fiume. 

## Ambientazione e personaggi
Il quinto libro del Mondo del Fiume è ambientato poche settimane dopo la presunta soluzione finale contenuta nel romanzo precedente e ha come protagonisti i nove che sono riusciti a penetrare nella torre:
- L'etico rinnegato Loga
- Sir Richard Francis Burton, scrittore e avventuriero del XIX secolo
- Li Po, poeta cinese dell'VIII secolo
- Alice Pleasance Liddell Hargreaves, colei che ha ispirato la creazione del libro di Alice nel paese delle meraviglie
- Tom Turpin, pioniere del ragtime
- Aphra Behn, scrittrice e spia del XVII secolo, prima donna in Inghilterra con tale ruolo
- Peter Jarius Fregate, scrittore di fantascienza del XX secolo (l'alter ego di Farmer nel romanzo)
- Nur ed-Din el-Musaphir, sufi dell'XI secolo
- Jean Marcelin de Marbot, soldato e ufficiale del XVIII e XIX secolo

## Trama
Burton sta discutendo con Loga, l'Etico rinnegato, attraverso uno schermo a parete, quando improvvisamente Loga letteralmente si liquefà sotto i suoi occhi. Tutti gli altri otto compagni corrono al suo appartamento nella torre, trovando solo una grande pozza di sangue. Essi concludono che nella Torre c'è ancora qualcuno, un nemico sconosciuto, che battezzano Snark. L'unico mezzo per difendersi è quello di imparare esattamente ciò che il computer che controlla ogni funzione della Torre dà loro il permesso di fare e di tenersi reciprocamente d'occhio.
Gli otto imparano a ottenere il controllo completo delle straordinarie funzioni della torre, tra cui la capacità di resuscitare dalla morte coloro che desiderano. Riescono a farlo solo nella Torre, e non lungo il Fiume. Tuttavia qualcuno, che di nascosto continua di fatto a controllarlo, impedisce al computer di dire loro qualcosa a proposito dello Snark. Gli otto decidono di trasferirsi dai loro appartamenti in altre ambienti più grandi. La torre triangolare contiene dodici immense stanze di 400 metri di altezza e di 5 km di lunghezza e ciascuno ne elegge una a propria dimora ricreando il mondo desiderato. Alice crea il paese delle meraviglie, Frigate una foresta giurassica e Turpin crea Turpinville, un ricco quartiere di una città di cui è il leader indiscusso.
Col tempo cominciano a far rivivere vecchi amici e persone conosciute sulla Terra e poi le persone incontrate lungo il percorso del Fiume, senza analizzare a fondo i rischi di una tale azione. Ben presto, la situazione sfugge loro di mano: Turpin è bandito dal suo regno da parte di chi ha fatto rivivere; Alice dà una festa che finisce in un bagno di sangue quando qualcuno prende il controllo dei personaggi del paese delle meraviglie facendo loro attaccare gli ospiti e ucciderli. Tutti gli abitanti dei regni vengono uccisi, mentre si salvano solo Burton, Frigate, Alice, Li Po e Aphra Behn.
Nel corso della narrazione si scopre che lo Snark è Loga, che aveva finto la sua morte per vedere come gli altri reagivano a delle situazioni in cui erano i padroni assoluti della vita dei loro compagni. Tuttavia lo Snark non è colui o, meglio, colei che ha ucciso quasi tutti nella Torre. Questi si rivela essere Star Spoon, una donna cinese fatta resuscitare da Li Po e poi divenuta amante di Burton. Star Spoon ha sofferto molto sia sulla Terra che nel Mondo del Fiume e nutre un profondo odio nei confronti dell'Umanità. Alla fine del romanzo Star Spoon viene individuata e neutralizzata.
Anche lo Snark/Loga mente su quasi ogni aspetto: nessuno raggiunge il Nirvana senza uno sviluppo e una trasformazione dell'etica interiore. L'obiettivo di Riverworld era quello di stabilire quali persone potessero raggiungere l'immortalità (circa il 40%), ma quelli che non fossero riusciti a fare questo in 100 anni, sarebbero stati premiati con la rinascita su di una Terra spopolata ed ecologicamente restaurata. L'unica verità nelle parole di Loga è che ha fatto tutto, anche a rischio di mettere l'intero progetto in pericolo, per dare il tempo alla sua famiglia di raggiungere l'immortalità. Infine, gli ultimi superstiti riescono a privare Loga del suo potere, giudicandolo pazzo e poi riescono a far rivivere la maggior parte dei compagni incontrati lungo il viaggio sul fiume. Essi attendono il giorno in cui andranno sulla Terra grazie a delle gigantesche astronavi parcheggiate nell'immenso hangar della Torre, tuttavia Burton propone agli altri di prendere una astronave per andare a esplorare l'Universo.

## Edizioni
- Philip José Farmer, Gods of Riverworld, Putnam Publishing Group, 1983.